# Chano López
Sebastián López Serrano, más conocido como Chano (Larache, Marruecos, 18 de agosto de 1961) es un exfutbolista español. Chano jugaba en la posición de lateral derecho.

## Clubes
| Club          | País              | Año       |
| ------------- | ----------------- | --------- |
| Cádiz B       | Bandera de España | 1978-1979 |
| Cádiz CF      | Bandera de España | 1979-1984 |
| Real Mallorca | Bandera de España | 1984-1988 |
| CD Málaga     | Bandera de España | 1988-1991 |